# 汪舉
汪舉（1471年—？），字用之，順天府香河縣官籍，浙江仁和縣人，明朝政治人物。

## 生平
弘治十一年（1498年）戊午科順天府鄉試第二十一名舉人。弘治十五年（1502年）中式壬戌科會試第一百九名，二甲第十三名進士。初授兵部主事，历升车驾司、职方司郎中，正德七年（1513年）冬十月升太仆寺少卿。十年十一月升通政使司右通政，十一年十月升左通政，十三年十一月升太仆寺卿，十六年五月升太常寺卿。

## 家族
曾祖汪仲仁；祖父汪士淵，贈翰林院編修；父汪諧，禮部右侍郎兼翰林院學士贈禮部尚書。前母章氏（贈孺人）；母唐氏（封孺人）。慈侍下。兄汪登（中书舍人）；弟汪賜。